# Dilano van 't Hoff
Dilano van 't Hoff, född 26 juli 2004 i Dordrecht i Nederländerna, död 1 juli 2023 i Stavelot i Belgien, var en nederländsk racerförare som vann spanska Formel 4-mästerskapet 2021. Han förolyckades i en flerbilskrasch i ett lopp i Formula Regional European Championship på Circuit de Spa-Francorchamps i Belgien.

## Karriär

### Karting
van 't Hoff började sin internationella kartingkarriär vid elva års ålder, då han tävlade i SKUSA SuperNationals. Han slutade trea i både IAME Euro Series och IAME International Final 2018, samma år som han slutade sexa i sin första säsong av Karting-EM. Han slutade året därpå femma i samma serie, denna gång i OK-klassen, och vann Trofeo delle Industrie med Forza Racing.

### Formel 4
2021 gjorde van 't Hoff sin debut i det emiratiska Formel 4-mästerskapet tillsammans med stallet Xcel Motorsport. Han tävlade sedan för MP Motorsport i spanska Formel 4-mästerskapet 2021. I slutet av säsongen tog van 't Hoff tre stycken pole positions och segrar, och vann därmed mästerskapet. 

### Formula Regional European Championship

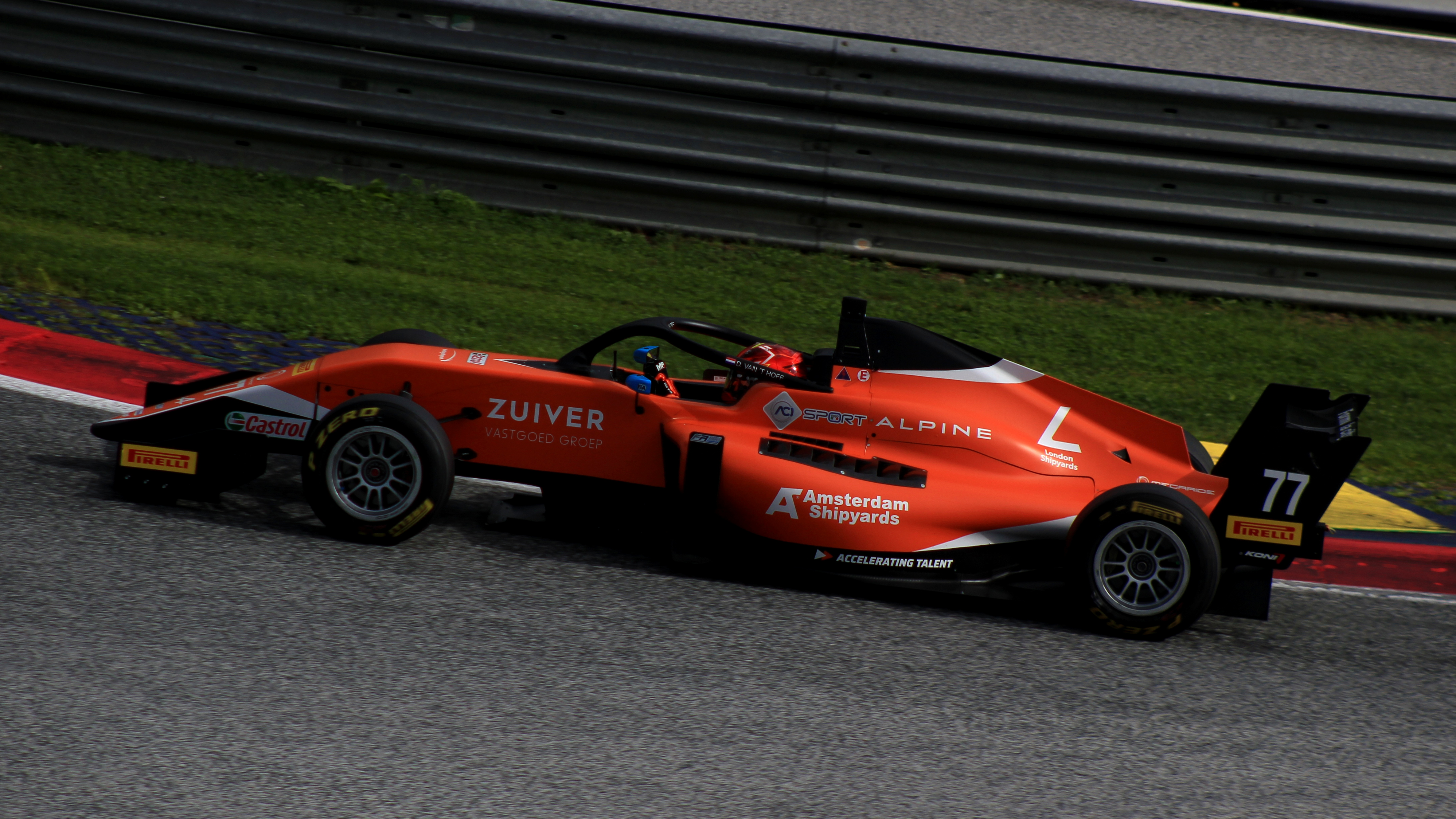
van t' Hoff i Formula Regional European Championship 2022.

I september 2021 gjorde van 't Hoff sin debut i Formula Regional European Championship, då han var gästförare åt MP Motorsport på Circuit Ricardo Tormo. 2022 skrev van 't Hoff på ett kontrakt med MP Motorsport och körde hela säsongen för de i Formula Regional European Championship. Han kontrakterades även för säsongen 2023 av MP Motorsport.

#### Död
Den 1 juli 2023 omkom Van 't Hoff i en flerbilskrasch i ett Formel Regional European Championship (FRECA)-lopp på Spa-Francorchamps i kraftigt regn. Flerbilskraschen inträffade i utgången av Raidillonkurvan, strax innan Kemmelraksträckan. Kraschen involverade även Joshua Dufek, Adam Fitzgerald, Enzo Scionti och Tim Tramnitz.
Formel 1-föraren Lance Stroll sa att olyckan var onödig och efterlyste förändringar av Spa-Francorchamps banlayout, med hänvisning till Anthoine Huberts dödsolycka vid samma kurva 2019. Även Max Verstappen kallade olyckan "tråkig och onödig" och efterlyste även förändringar av banan.